# Suchý potok (přítok Ohře)
Suchý potok je menší vodní tok ve Slavkovském lese a Chebské pánvi v okrese Sokolov v Karlovarském kraji, pravostranný přítok Ohře. Horní tok potoka se nachází na území CHKO Slavkovský les.
Délka toku měří 6,2 km, plocha povodí činí 6,94 km².

## Průběh toku
Potok pramení ve Slavkovském lese v nadmořské výšce 530 metrů jihovýchodně od osady Štědrá, části města Kynšperk nad Ohří.
Od pramene teče zalesněnou krajinou severním směrem, po opuštění lesnaté krajiny teče podél pastvin severozápadním směrem. Charakter toku se mění z horského na nížinný. Potok opouští Slavkovský les, krátce protéká západním okrajem Sokolovské pánve a pod osadou Štědrá přitéká do Chebské pánve. Směr toku se mění na severní, potok pokračuje pod dálnicí D6 a napájí malý rybníček v parku zámku Kamenný Dvůr. Poslední kilometr protéká intravilánem města Kynšperk nad Ohří, kde protéká místním rybníkem Sýkorákem. Nedaleko základní umělecké školy se vlévá do Ohře, jako její pravostranný přítok.